# Myioborus brunniceps
Mariquita-de-barrete-castanho ou mariquita-de-coroa-castanha (Myioborus brunniceps) é uma espécie de ave da família Parulidae.
Pode ser encontrada nos seguintes países: Argentina e Bolívia.
Os seus habitats naturais são: florestas secas tropicais ou subtropicais , regiões subtropicais ou tropicais húmidas de alta altitude e florestas secundárias altamente degradadas.